# Eumecosomyia hambletoni
Eumecosomyia hambletoni é uma espécie de mosca ulita ou do tipo foto-asa do gênero Eumecosomyia, da superfamília Tephritidae e da família Ulidiidae. O habitat da espécie é a Guatemala.
A Eumecosomyia hambletoni foi descrita pela primeira vez em 1966, por Steyskal.